# Nikola Maraš
Nikola Maraš (em sérvio: Никола Мараш, pronuncia-se [nǐkola mǎraʃ]; nascido em 19 de dezembro de 1995) é um futebolista sérvio que atua como defesa central. Atualmente joga pelo Sporting de Gijón.

## Carreira

### Rad
Nikola Maraš iniciou a sua carreira no Rad Beograd na época de 2008/19 com 14 anos e foi a 26 de maio de 2013 que fez a sua estreia sénior no mesmo clube. Marcou o seu primeiro golo pelo clube e na carreira a 16 de agosto de 2014, dando a vitória ao seu clube que venceu o jogo por 2-1.

### GD Chaves
No dia 31 de agosto de 2017, Nikola Maraš foi oficializado no Chaves após assinar um contrato de 4 anos com os Valentes Transmontanos. Ao longo da sua primeira época demonstrou-se um jovem promissor tendo sido cobiçado aos três grandes do futebol nacional. Ainda assim, irá manter-se no Chaves na época 2018/19.

## Seleção da Sérvia
O defesa central realizou a sua estreia na Seleção Sérvia de Futebol a 29 de setembro de 2016, num amigável contra o Qatar, o qual os sérvios saíram derrotados por 0-3.